# 小行星8784
小行星8784（英語：8784）是一颗围绕太阳公转的小行星。1977年9月9日，C. M. Olmstead在帕洛马山发现了此天体。
这颗小行星的绝对星等为206.3924217555294等。